# Timeless Miracle
Timeless Miracle es un grupo de Power metal de Suecia fundado en 2001 bajo el nombre de "Trapped". 
Lanzaron tres demos y cambiaron su nombre para sacar su primer álbum "Into the Enchanted Chamber" a través de Massacre Records en 2005. Este disco es un recopilado de canciones de sus demos regrabados. El único tema que no aparece en sus demos es "memories" pero según los integrantes este existía antes que cualquier otra canción, simplemente fue editada porque en sus inicios era muy suave. Actualmente están trabajando en su segundo álbum "Under the Moonlight" según publicaron en el 2008. El 11 de enero de 2008, se reveló que Jaime Salazar había decidido dejar la banda debido a la falta de tiempo. Fue sustituido por el baterista Kim Widfors. Cabe destacar también que la página original de noticias de la banda esta en mal estado. 
(https://web.archive.org/web/20090501204105/http://hem.bredband.net/trapped01/News1.htm)

## Miembros
- Mikael Holst - vocalista/bajo
- Fredrik Nilsson - teclado/guitarras
- Sten Möller - guitarras
- Kim Widfors - batería

## Discografía

### Álbumes
- Into the Enchanted Chamber (2005)

### Demos
- In the Year of Our Lord (2002)
- The Enchanted Chamber (2003)
- The Voyage (2004)